# Charles Ferdinand Ramuz

Édouard Vallet: Porträt von C. F. Ramuz (1925)

Charles Ferdinand Ramuz (* 24. September 1878 in Lausanne; † 23. Mai 1947 in Pully) war ein Schweizer Schriftsteller, Lyriker, Essayist und Nationaldichter und gilt als bedeutendster Vertreter der Schweizer Literatur in französischer Sprache.

## Leben und Werk

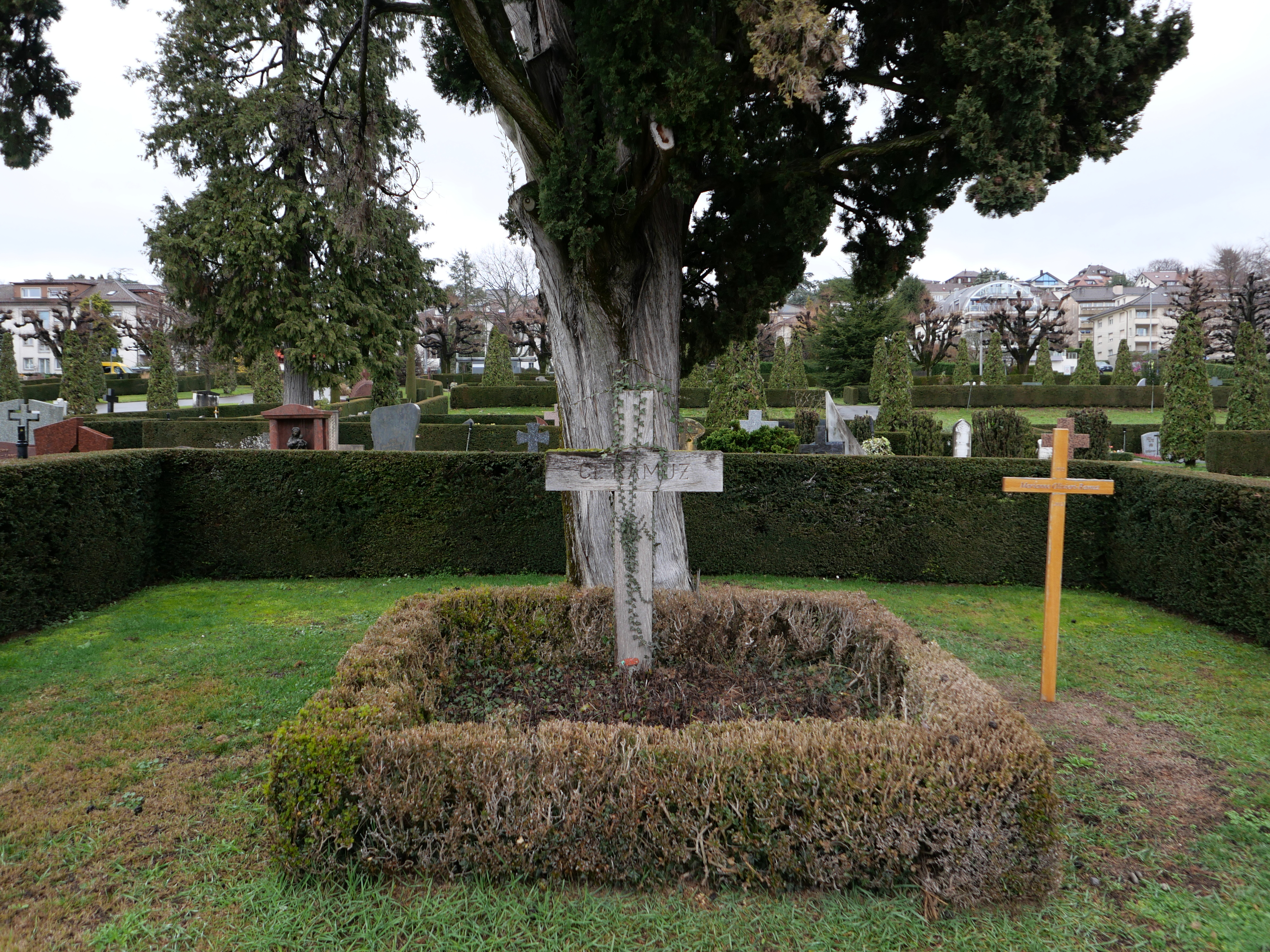
Das Grab von Ramuz und seiner Tochter auf dem Friedhof von Pully VD.

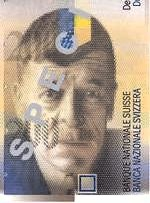
Charles Ferdinand Ramuz auf der 200-Franken-Note

Ramuz wurde als Sohn eines Kolonialwaren- und späteren Weinhändlers geboren. Nach dem Collège classique besuchte er das Gymnasium und liess sich im Jahre 1896 in der Philosophischen Fakultät der Universität Lausanne einschreiben. Den Entschluss, Dichter zu werden, fasste er bei einem sechsmonatigen Aufenthalt in Karlsruhe. In seiner Studienzeit wurde er Mitglied des Schweizerischen Zofingervereins.
Um 1900 hielt er sich erstmals in Paris auf, um seine Studien fortzusetzen. Nach einer kurzfristigen Unterrichtstätigkeit in Weimar beim russischen Adligen Moritz Prozor siedelte er 1904 nach Paris über, um eine Doktorarbeit über den Dichter Maurice de Guérin zu schreiben. Jedoch gab er dieses Vorhaben auf und betätigte sich in Paris als Dichter. Dort lernte er auch seine Frau kennen, die Malerin Cécile Cellier, die er 1913 heiratete. Aus der Ehe ging die Tochter Marianne (1913–2012) hervor. 1914 verliess Ramuz Paris und zog mit seiner Familie zurück ins schweizerische Lausanne.
Im Juni 1940 beteiligte er sich an der Gründung des Kinderhilfswerks La Maison des petits Français seiner Schwester Berthe Ramuz, das Fertighäuser aus Holz nach Frankreich brachte, um Waisen und kranke Kinder zu beherbergen. 1944 gehörte er zu den Gründern des Schriftstellervereins Association vaudoise des écrivains. Sein Werk Histoire du soldat wurde von Igor Strawinsky vertont. In dieser vertonten Fassung liest ein Erzähler, und die Darsteller tanzen und/oder schauspielern. Der Roman Derborence, welcher auf den Geschehnissen um den Bergsturz im Talkessel von Derborence im Jahr 1714 basiert, wurde 1985 von Francis Reusser unter dem Titel Derborence verfilmt. Farinet ou la fausse monnaie über den Falschmünzer Joseph-Samuel Farinet diente 1938 als Vorlage für den Film Farinet ou l’or dans la montagne von Max Haufler, Si le soleil ne revenait pas 1987 für den gleichnamigen Film von Claude Goretta.

## Ehrungen
Ramuz erhielt viele Preise für sein Werk, u. a. 1936 den Grossen Schillerpreis der Schweizerischen Schillerstiftung.
Er ist auf der 8. Banknotenserie der Zweihundert-Franken-Note abgebildet. Nach ihm wurde der Grand Prix C.-F. Ramuz benannt.

## Werke (auf Deutsch)

### Einzelausgaben
- Die Geschichte vom Soldaten. Gelesen, gespielt und getanzt in zwei Teilen. Freie Nachdichtung von Hans Reinhart. Lesezirkel Hottingen, Zürich 1924
  - L’histoire du soldat – Die Geschichte vom Soldaten. Mit Dokumenten zur Entstehung des Werkes und sechs Abbildungen. Unter Benutzung der freien Nachdichtung von Hans Reinhart (1921) aufgrund der letzten Fassung des französischen Originaltextes (1946) neu ins Deutsche übertragen von Hans Rudolf Hilty und Erich Holliger. Tschudy, St. Gallen 1962
  - Histoire du Soldat – Die Geschichte vom Soldaten. Übersetzung von Mani Matter. Lesabéndio, Bern 1991, ISBN 3-905498-00-6
- Ein Dichter kam und ging. Roman. Orell Füssli, Zürich 1926
- Sonderung der Rassen. Roman. Deutsch von Werner Johannes Guggenheim. Union Deutsche Verlagsgesellschaft, Stuttgart 1926
  - Neuausgabe als: Die Trennung der Rassen. Roman. Übersetzung von Hanno Helbling. Volk und Welt, Berlin 1985
- Das große Grauen in den Bergen. Roman. Union Deutsche Verlagsgesellschaft, Stuttgart 1927
  - Neuausgabe als: Die große Angst in den Bergen. Roman. Übersetzung von Hanno Helbling. Nagel & Kimche, Zürich 2009, ISBN 978-3-312-00445-4
- Die Wandlung der Marie Grin. Roman. Union Deutsche Verlagsgesellschaft, Stuttgart 1930
- Die Schönheit auf Erden. Roman. Deutsch von Werner Johannes Guggenheim. Union Deutsche Verlagsgesellschaft, Stuttgart 1931
  - Neuausgabe als: Die Schönheit auf der Erde. Übersetzung von Hanno Helbling. Ullstein, Frankfurt am Main 1986; Neuausgabe: Arco, Wuppertal 2020, ISBN 978-3-96587-009-3
- Hans Lukas der Verfolgte. Eine Geschichte aus den Walliserbergen. Verein für Verbreitung guter Schriften, Zürich 1932
- Farinet oder das falsche Geld. Roman. Piper, München 1933; Neuausgabe in der Übersetzung von Hanno Helbling. Limmat, Zürich 1986; 2003, ISBN 3-85791-440-8
- Eine Hand. Erzählung. Rascher, Zürich 1934
- Bergsturz auf Derborence (anderer Titel: Der Bergsturz). Erzählung. Büchergilde Gutenberg, Zürich 1935
  - Neuausgabe als: Derborence. Roman. Deutsch von Hanno Helbling. Limmat, Zürich 1987, 2003 und März 2021 (3. Auflage), ISBN 978-3-85791-439-3
- Ein Bursche aus Savoyen. Roman. Büchergilde Gutenberg, Zürich 1936
  - Neuausgabe als: Der junge Savoyarde. Suhrkamp (= BS, 7), Berlin 1952;
  - Neuausgabe als: Der Bursche aus Savoyen. Limmat, Zürich 1990, ISBN 3-85791-168-9

- Bedürfnis nach Größe. Stauffacher, Zürich 1938
- Krieg im Oberland. Schweizer Druck- und Verlagshaus, Zürich 1938
- Wenn die Sonne nicht mehr wiederkäme. Roman. Humanitas, Zürich 1938; 
  - Neuausgabe als: Wenn die Sonne nicht wiederkäme. Roman. Deutsch von Werner Johannes Guggenheim. Unionsverlag, Zürich 1982.
- Paris. Aufzeichnungen eines Waadtländers. Büchergilde Gutenberg, Zürich 1939
- Gesang von den Ländern der Rhone. Morgarten, Zürich 1940
- Aline. Roman. Rascher, Zürich 1940. Neuausgabe übersetzt von Yvonne und Herbert Meier: Huber, Frauenfeld 1983 und Limmat, Zürich 2019, ISBN 978-3-85791-871-1
- Entdeckung der Welt. Büchergilde Gutenberg, Zürich 1940
- Aimé Pache. Ein waadtländischer Maler. Roman. Humanitas, Zürich 1941
- Das Dorf in den Bergen. Morgarten, Zürich 1942; Neuausgabe übersetzt von Trude Fein: Huber, Frauenfeld 1984
- Samuel Belet. Steinberg, Zürich 1942; Neuausgabe übersetzt von Yvonne und Herbert Meier: Limmat, Zürich 1986, ISBN 3-85791-113-1
- Das Waadtland. Marguerat, Lausanne 1943
- Wallis. Übersetzt und ausgestattet von Titus Burckhardt. Graf, Basel 1943
- Adam und Eva. Steinberg, Zürich 1943
- Aufstand in der Waadt (= Gute Schriften 213). Zürich 1945
- Vater Antille und andere Novellen. Steinberg, Zürich 1948
  - erweiterte Neuausgabe als: Pastorale und andere Erzählungen. Diogenes, Zürich 1963
  - Neuausgabe: Pastorale. Übersetzt von Peter Sidler. Limmat, Zürich 1994, ISBN 3-85791-211-1
- Mass des Menschen. Büchergilde Gutenberg, Zürich 1949, übersetzt von Ferdinand Hardekopf
- Tagebuch 1896–1942. Steinberg, Zürich 1950; erweiterte Neuausgabe: Tagebuch 1896–1947. Huber, Frauenfeld 1982
- Erinnerungen an Igor Strawinsky. Übers. Leonharda Gescher (= BS. 17). Berlin 1953
- Die Herrschaft des Bösen. Erzählung. Klett-Cotta, Stuttgart 1985
- Besuch des Dichters. Limmat, Zürich 1987, ISBN 3-85791-122-0.
- Menschenmaß – Fragen – Bedürfnis nach Größe. Drei Aufsätze. Übers. Elisabeth Brock-Sulzer. Limmat, Zürich 1990, ISBN 3-85791-167-0.
- Sturz in die Sonne. Roman. Deutsch von Steven Wyss. Limmat, Zürich 2023, ISBN 978-3-03926-055-3.[4]

- Dorf im Himmel. Roman. Deutsch von Steven Wyss. Limmat, Zürich 2025, ISBN 978-3-03926-084-3

### Werkausgaben
- Gesammelte Werke. Unter Mitwirkung des Verfassers herausgegeben von Albert Baur.[5] 3 Bände. Rhein, Basel 1921
  - Band 1: Die Sühne im Feuer. Gedichte und Novellen
  - Band 2: Das Regiment des Bösen. Roman
  - Band 3: Es geschehen Zeichen. Roman
- Werke in sechs Bänden, herausgegeben von Werner Günther. Huber, Frauenfeld 1972 ff.
  - Band 1: Aline, 1972
  - Band 2: Aimé Pache, ein Waadtländer Maler, 1976
  - Band 3: Die Herrschaft des Bösen, 1974
  - Band 4: Die Schönheit auf der Erde, 1973
  - Band 5: Der große Sonderbundskrieg, 1978
  - Band 6: Grund des Daseins, 1975